# Helius (Helius) inconspicuus
Helius (Helius) inconspicuus is een tweevleugelige uit de familie steltmuggen (Limoniidae). De soort komt voor in het Oriëntaals gebied.